# Cuencas costeras e islas entre río Baker y río Pascua
Las cuencas costeras e islas entre río Baker y río Pascua son varias cuencas contiguas exorreicas costeras o en islas de régimen pluvial ubicadas en la Región de Aysén y que la Dirección General de Aguas reúne en el ítem 116 del inventario BNA de cuencas de Chile cubriendo un área de 453.143 hectáreas.

der

## Límites y relieve

Distribución de comunas o departamentos en y en torno al ítem 116.

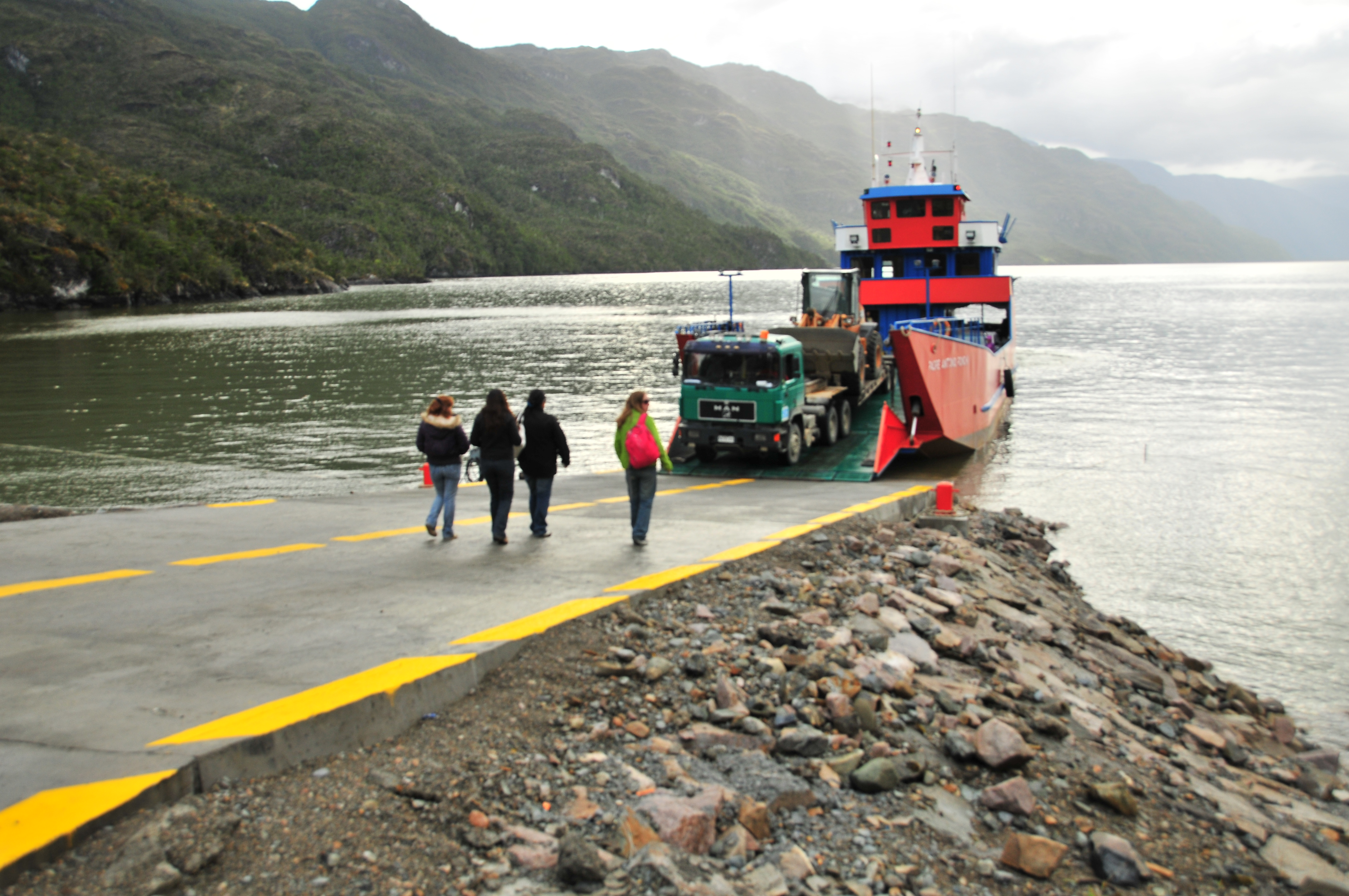
Puerto Yungay.

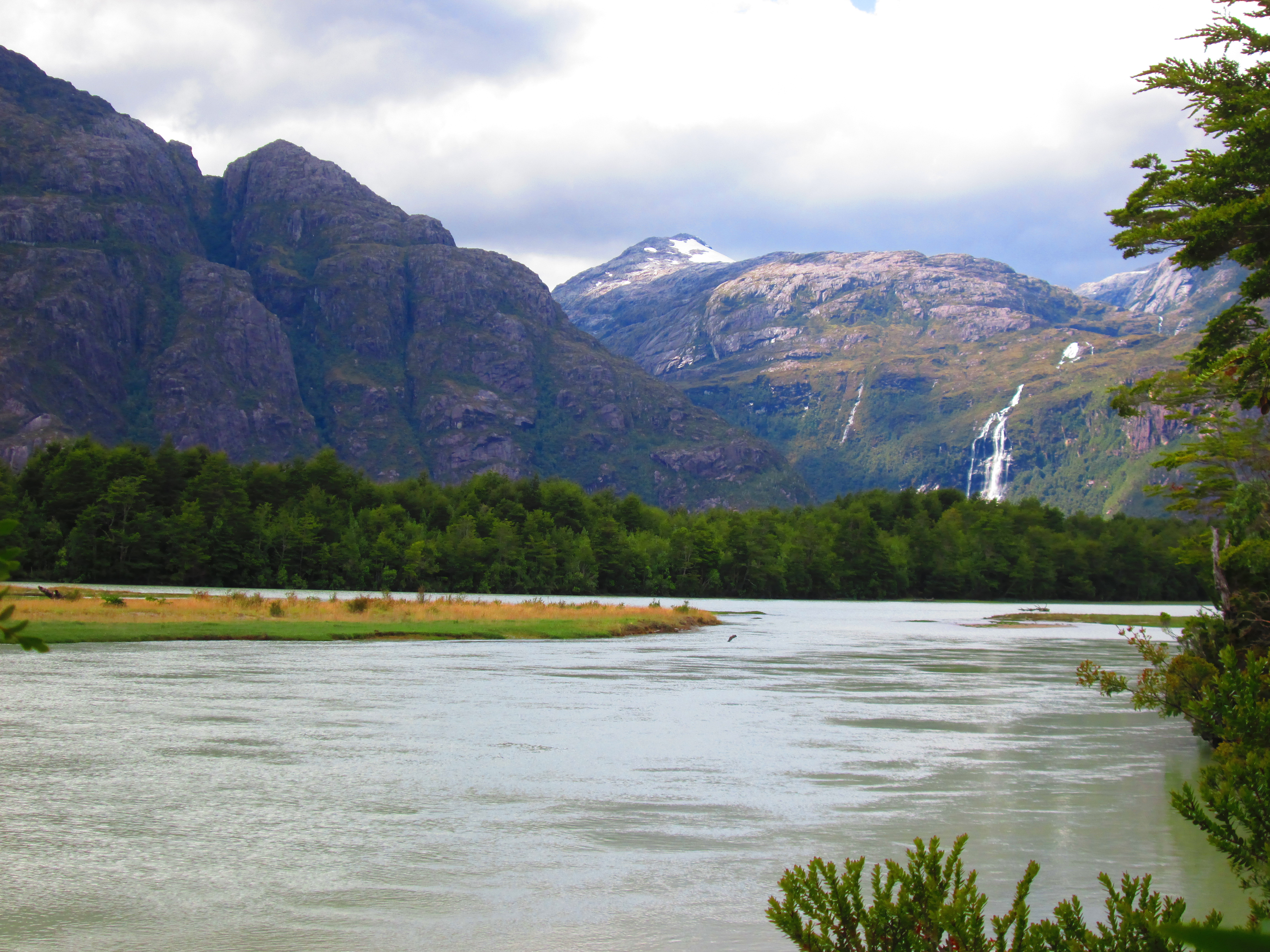
Río Baker detrás de Tortel.

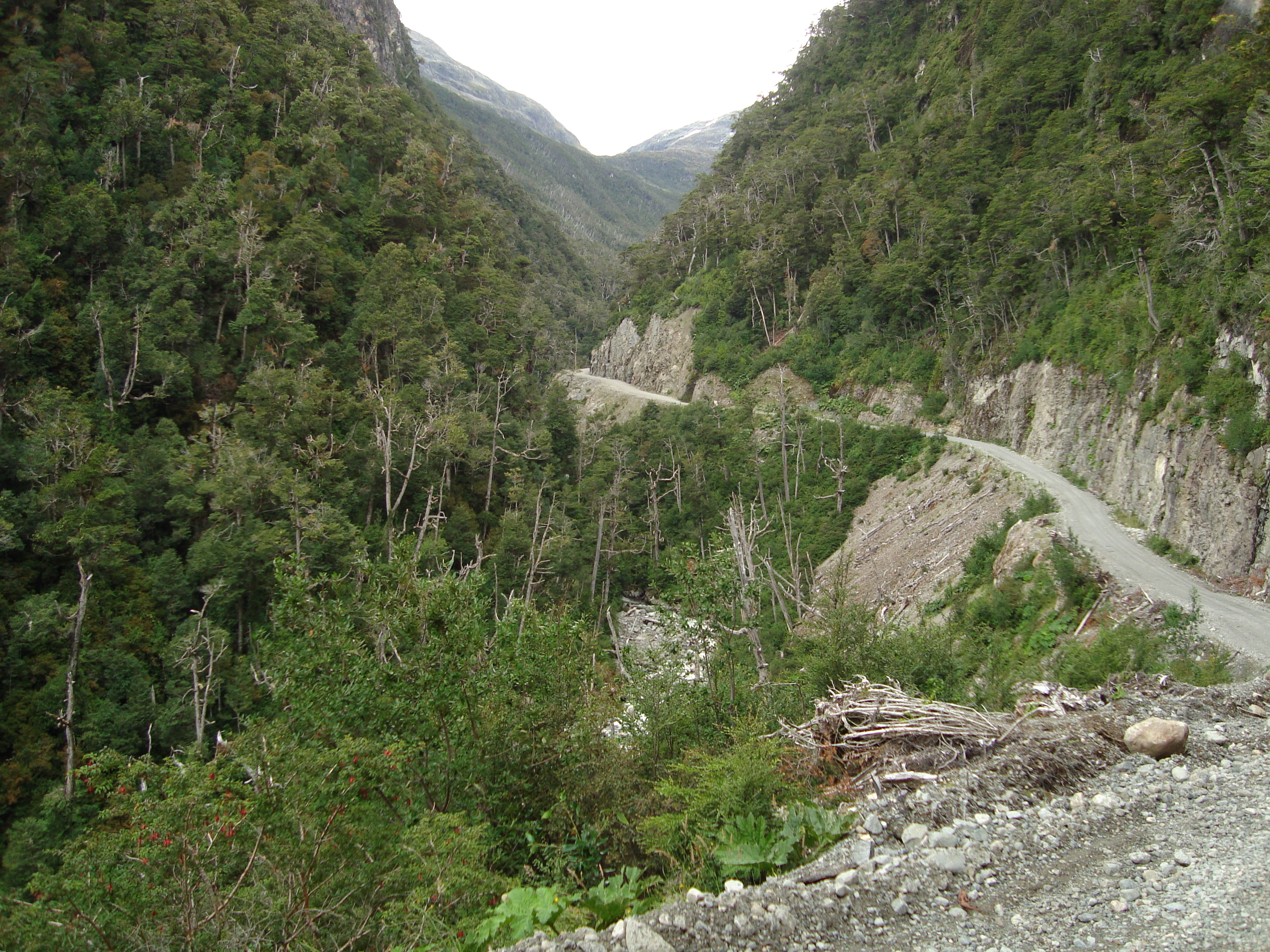
Paisaje silvestre antes de Tortel.

Su cuenca limita al norte con la cuenca del río Baker, al oriente con la cuenca argentina del río Belgrano, al sur y al oeste con la cuenca del río Pascua. Su cuenca está inscrita en el ítem 116 del inventario de cuencas de Chile. El ítem 116 se extiende hasta el océano Pacífico e incluye además de las islas entre el canal Martínez y el canal Baker también algunas cuencas pequeñas que desembocan directamente en el estero Steele.
Las cuencas de los ríos Pascua, Baker y Bravo son las únicas grandes cuencas que desembocan entre los campos de hielo patagónico norte y sur permitiendo el ingreso a la Patagonia sin atravesar los campos de hielos eternos. La conexión entre sus desembocaduras y el océano Pacífico son el canal Baker o paralelamente la secuencia canal Martínez (Aysén)-canal González (Aysén).

## Población
El sistema de información y monitoreo de biodiversidad del Ministerio del Medio Ambiente de Chile señala la siguiente distribución de la superficie de la cuenca entre las comunas (el porcentaje es de la cuenca):
| Región                                    | Provincia    | Comuna    | Hectáreas   | Porcentaje |
| ----------------------------------------- | ------------ | --------- | ----------- | ---------- |
| Aysén del General Carlos Ibáñez del Campo |              |           | 363.015,214 | 80,111%    |
|                                           | Capitán Prat |           | 363.015,214 | 80,111%    |
|                                           |              | Cochrane  | 799,756     | 0,176%     |
|                                           |              | O'Higgins | 151.642,59  | 33,465%    |
|                                           |              | Tortel    | 210.572,868 | 46,469%    |

- Tortel
- Aeródromo Río Bravo

Cabe señalar que al parecer hay el área sumada de las comunas o provincias es diferente al área del ítem proporcionada por el Ministerio del Medio Ambiente. Esto puede deberse a que el área de las comunas o provincias no incluye el área cubierta por el mar (canales, fiordos, bahías, etc).

## Subdivisiones
La Dirección General de Aguas subdivide o reúne las cuencas de Chile acorde a las necesidades de estudio y gestión. Existen dos inventarios que han logrado ser aceptados como principales, el inventario de cuencas del Banco Nacional de Aguas (BNA) de 1978, de mayor uso, y el inventario de cuencas del Departamento de Administración de Recursos Hídricos (DARH) de 2014 de mejor cartografía que ha obligado a redefinir algunos límites, a veces con cambios mayores, pero también por algunas redefiniciones del concepto de subcuenca.
Bajo el BNA el código del ítem es 116 y con el DARH es 1106.
La subdivisión del BNA es como sigue:
| Cuenca                                                   | Subcuenca | Subsubcuenca | Aguas                                                      | Área drenaje km² | Observaciones |
| -------------------------------------------------------- | --------- | ------------ | ---------------------------------------------------------- | ---------------- | ------------- |
| 116 Costeras e islas entre Río Baker y Río Pascua (mapa) |           |              |                                                            |                  |               |
| 116                                                      | 1161      | 11610        | Río Bravo hasta Río Bastón                                 | 459              |               |
| 116                                                      | 1161      | 11611        | Río Bravo entre arriba Río Bastón y Río Resbalón           | 358              |               |
| 116                                                      | 1161      | 11612        | Río Bravo Entre Arriba Río Resbalon y Río Año Nuevo        | 273              |               |
| 116                                                      | 1161      | 11613        | Río Año Nuevo                                              | 369              |               |
| 116                                                      | 1161      | 11614        | Río Bravo Entre Río Año Nuevo y Desembocadura              | 243              |               |
| 116                                                      | 1162      | 11620        | Península Videdu                                           | 707              |               |
| 116                                                      | 1162      | 11621        | Costeras entre Península Videdu y Río Pascua               | 94               |               |
| 116                                                      | 1163      | 11630        | Isla Francisco                                             | 80               |               |
| 116                                                      | 1163      | 11631        | Isla Alberto Vargas                                        | 295              |               |
| 116                                                      | 1163      | 11632        | Isla Merino Jarpa                                          | 970              |               |
| 116                                                      | 1163      | 11633        | Isla Vicente                                               | 99               |               |
| 116                                                      | 1163      | 11634        | Isla Porcia                                                | 102              |               |
| 116                                                      | 1163      | 11635        | Isla Orlebar                                               | 79               |               |
| 116                                                      | 1163      | 11636        | Isla Sealous                                               | 121              |               |
| total:                                                   | 3         | 14           | Región: XI (100%) / Tipo: Exorreica / Desemb.: O. Pacífico | 4249             |               |

La disposición de cuencas en el inventario DARH es la siguiente:
| Código      | Nombre                                                | Código en mapa                                        | Tipología de cuenca                                   | Vertiente de cuenca                                   | Origen de cuenca                                      | Temperatura media anual (C°)                          | Temperatura máxima (C°)                               | Temperatura mínima (C°)                               | Precipitación anual (mm)                              | Número de estaciones fluviométricas                   | Número de estaciones pluviométricas                   | Área (km²)                                            |
| ----------- | ----------------------------------------------------- | ----------------------------------------------------- | ----------------------------------------------------- | ----------------------------------------------------- | ----------------------------------------------------- | ----------------------------------------------------- | ----------------------------------------------------- | ----------------------------------------------------- | ----------------------------------------------------- | ----------------------------------------------------- | ----------------------------------------------------- | ----------------------------------------------------- |
| 1106        | Cuencas Costeras e Islas entre Río Baker y Río Pascua | Cuencas Costeras e Islas entre Río Baker y Río Pascua | Cuencas Costeras e Islas entre Río Baker y Río Pascua | Cuencas Costeras e Islas entre Río Baker y Río Pascua | Cuencas Costeras e Islas entre Río Baker y Río Pascua | Cuencas Costeras e Islas entre Río Baker y Río Pascua | Cuencas Costeras e Islas entre Río Baker y Río Pascua | Cuencas Costeras e Islas entre Río Baker y Río Pascua | Cuencas Costeras e Islas entre Río Baker y Río Pascua | Cuencas Costeras e Islas entre Río Baker y Río Pascua | Cuencas Costeras e Islas entre Río Baker y Río Pascua | Cuencas Costeras e Islas entre Río Baker y Río Pascua |
| 11060000    | Río Bravo entre Río Ano Nuevo y desembocadura         | 204                                                   | Exorreica                                             | Pacífico                                              | Pluvial                                               | 5.3                                                   | 14.4                                                  | -2.4                                                  | 1149.5                                                | 0                                                     | 0                                                     | 379.0                                                 |
| 1106000000  | Río Año Nuevo                                         | 205                                                   | Exorreica                                             | Pacífico                                              | Pluvial                                               | 4.3                                                   | 13.8                                                  | -3.8                                                  | 927.8                                                 | 0                                                     | 0                                                     | 444.9                                                 |
| 1106000001  | Rio Bravo entre Rio Picoton y Rio Año Nuevo           | 206                                                   | Exorreica                                             | Pacífico                                              | Pluvial                                               | 5.4                                                   | 15.0                                                  | -2.6                                                  | 920.0                                                 | 0                                                     | 0                                                     | 298.4                                                 |
| 11060000010 | Río Bravo hasta Río Picotón                           | 207                                                   | Exorreica                                             | Pacífico                                              | Pluvial                                               | 4.3                                                   | 14.3                                                  | -4.3                                                  | 690.7                                                 | 0                                                     | 0                                                     | 849.7                                                 |
| 110601      | Costeras entre Río Baker y Río Bravo                  | 0                                                     | Exorreica                                             | Pacífico                                              | Pluvial                                               | 5.7                                                   | 14.4                                                  | -1.6                                                  | 1445.6                                                | 0                                                     | 0                                                     | 202.4                                                 |
| 11060200    | Península Videdu                                      | 208                                                   | Exorreica                                             | Pacífico                                              | Pluvial                                               | 6.1                                                   | 14.8                                                  | -1.1                                                  | 1529.9                                                | 0                                                     | 0                                                     | 519.1                                                 |
| 11060201    | Costeras entre Península Videdu y Río Pascua          | 209                                                   | Exorreica                                             | Pacífico                                              | Pluvial                                               | 5.9                                                   | 15.0                                                  | -1.6                                                  | 1252.9                                                | 0                                                     | 0                                                     | 74.2                                                  |
| 11060300    | Isla Alberto Vargas                                   | 210                                                   | Exorreica                                             | Pacífico                                              | Pluvial                                               | 7.7                                                   | 15.9                                                  | 1.0                                                   | 1950.3                                                | 0                                                     | 0                                                     | 132.7                                                 |
| 11060301    | Isla Merino Jarpa                                     | 211                                                   | Exorreica                                             | Pacífico                                              | Pluvial                                               | 6.6                                                   | 14.0                                                  | 0.5                                                   | 2737.4                                                | 0                                                     | 0                                                     | 637.2                                                 |
| 11060302    | Isla Vicente                                          | 212                                                   | Exorreica                                             | Pacífico                                              | Pluvial                                               | 8.1                                                   | 14.8                                                  | 2.4                                                   | 3365.6                                                | 0                                                     | 0                                                     | 62.8                                                  |
| 11060303    | Isla Porcia                                           | 213                                                   | Exorreica                                             | Pacífico                                              | Pluvial                                               | 7.5                                                   | 14.1                                                  | 2.0                                                   | 3595.3                                                | 0                                                     | 0                                                     | 48.5                                                  |
| 11060304    | Isla Sealous                                          | 214                                                   | Exorreica                                             | Pacífico                                              | Pluvial                                               | 7.6                                                   | 14.0                                                  | 2.1                                                   | 3753.5                                                | 0                                                     | 0                                                     | 58.4                                                  |
| 11060305    | Isla Orlebar                                          | 215                                                   | Exorreica                                             | Pacífico                                              | Pluvial                                               | 6.7                                                   | 13.3                                                  | 1.1                                                   | 3526.3                                                | 0                                                     | 0                                                     | 35.8                                                  |
| 11060306    | Isla Francisco                                        | 216                                                   | Exorreica                                             | Pacífico                                              | Pluvial                                               | 8.7                                                   | 17.1                                                  | 1.8                                                   | 1845.7                                                | 0                                                     | 0                                                     | 23.1                                                  |

## Hidrología

### Red hidrográfica
Los cuerpos de agua considerados en esta categoría son:

### Humedales
La página del Ministrerio del Medio Ambiente no consigna humedales de tipo alguno en la cuenca.

### Glaciares
El inventario público de glaciares de Chile 2022 consigna 998 glaciares en la cuenca cubriendo un área de 213 km² y se estima que almacenan un volumen de 8,09 km³ de agua.

## Clima

Distritos agroclimáticos en la cuenca. En amarillo los límites de las cuencas.

El Atlas agroclimático de Chile distingue 9 distritos agroclimáticos en la cuenca:
- 11-12-1 Templado frío con régimen de humedad hídrico (CfcHi). La temperatura oscila entre un máximo de enero de 16 °C y un mínimo de julio de 1,2 °C. Tiene un promedio de 110 días consecutivos libres de heladas. En el año se registra un promedio de 72 heladas. El periodo de temperaturas favorables a la actividad vegetativa dura 3 meses. Registra anualmente 251 días grado y 1.804 horas de frío acumuladas hasta el 31 de Julio. La precipitación media anual es de 2.981 mm y un periodo seco de 0 meses, con un déficit hídrico de 0 mm/año. El período húmedo dura 12 meses durante los cuales se produce un excedente hídrico de 2.266 mm.
- 11-12-4 Templado frío con régimen de humedad hiper húmedo (CfcpH). La temperatura oscila entre un máximo de enero de 16,9 °C y un mínimo de julio de -0,5 °C. Tiene un promedio de 98 días consecutivos libres de heladas. En el año se registra un promedio de 108 heladas. El periodo de temperaturas favorables a la actividad vegetativa dura 3 meses. Registra anualmente 293 días grado y 1.822 horas de frío acumuladas hasta el 31 de Julio. La precipitación media anual es de 2.341 mm y un periodo seco de 0 meses, con un déficit hídrico de 10 mm/año. El período húmedo dura 11 meses durante los cuales se produce un excedente hídrico de 1.516 mm.
- 11-12-5 Tundra (ET). La temperatura oscila entre un máximo de enero de 15,1 °C y un mínimo de julio de -1,7 °C. Tiene un promedio de 0 días consecutivos libres de heladas. En el año se registra un promedio de 166 heladas. El periodo de temperaturas favorables a la actividad vegetativa dura 0 meses. Registra anualmente 168 días grado y 1.800 horas de frío acumuladas hasta el 31 de Julio. La precipitación media anual es de 2.500 mm y un periodo seco de 0 meses, con un déficit hídrico de 0 mm/año. El período húmedo dura 12 meses durante los cuales se produce un excedente hídrico de 1.702 mm.
- 11-12-6  Tundra (ET). La temperatura oscila entre un máximo de enero de 13,6 °C y un mínimo de julio de -2,9 °C. Tiene un promedio de 0 días consecutivos libres de heladas. En el año se registra un promedio de 211 heladas. El periodo de temperaturas favorables a la actividad vegetativa dura 0 meses. Registra anualmente 104 días grado y 1.800 horas de frío acumuladas hasta el 31 de julio. La precipitación media anual es de 1.854 mm y un periodo seco de 0 meses, con un déficit hídrico de 7 mm/año. El período húmedo dura 11 meses durante los cuales se produce un excedente hídrico de 1.047 mm.
- 11-12-9  Templado frío con régimen de humedad húmedo (Cfcf). La temperatura oscila entre un máximo de enero de 17,9 °C y un mínimo de julio de -2,7 °C. Tiene un promedio de 90 días consecutivos libres de heladas. En el año se registra un promedio de 150 heladas. El periodo de temperaturas favorables a la actividad vegetativa dura 3 meses. Registra anualmente 332 días grado y 1.849 horas de frío acumuladas hasta el 31 de julio. La precipitación media anual es de 1.484 mm y un periodo seco de 0 meses, con un déficit hídrico de 124 mm/año. El período húmedo dura 8 meses durante los cuales se produce un excedente hídrico de 644 mm.
- 11-12-10 Tundra (ET). La temperatura oscila entre un máximo de enero de 12,9 °C y un mínimo de julio de -5,8 °C. Tiene un promedio de 0 días consecutivos libres de heladas. En el año se registra un promedio de 259 heladas. El periodo de temperaturas favorables a la actividad vegetativa dura 0 meses. Registra anualmente 78 días grado y 1.800 horas de frío acumuladas hasta el 31 de Julio. La precipitación media anual es de 810 mm y un periodo seco de 4 meses, con un déficit hídrico de 311 mm/año. El período húmedo dura 6 meses durante los cuales se produce un excedente hídrico de 194 mm.
- 11-12-11 Templado frío con régimen de humedad sub húmedo húmedo (CscShh). La temperatura oscila entre un máximo de enero de 16,3 °C y un mínimo de julio de -4,3 °C. Tiene un promedio de 0 días consecutivos libres de heladas. En el año se registra un promedio de 203 heladas. El periodo de temperaturas favorables a la actividad vegetativa dura 1 mes. Registra anualmente 208 días grado y 1.800 horas de frio acumuladas hasta el 31 de Julio. La precipitación media anual es de 812 mm y un periodo seco de 3 meses, con un déficit hídrico de 375 mm/año. El período húmedo dura 5 meses durante los cuales se produce un excedente hídrico de 177 mm.
- 11-2 Templado cálido mesotermal con régimen de humedad hiper húmedo (Cfb1pH). La temperatura oscila entre un máximo de enero de 15,6 °C y un mínimo de julio de 1,2 °C. Tiene un promedio de 161 días consecutivos libres de heladas. En el año se registra un promedio de 59 heladas. El periodo de temperaturas favorables a la actividad vegetativa dura 5 meses. Registra anualmente 310 días grado y 1.841 horas de frío acumuladas hasta el 31 de Julio. La precipitación media anual es de 2.667 mm y un periodo seco de 0 meses, con un déficit hídrico de 0 mm/año. El período húmedo dura 12 meses durante los cuales se produce un excedente hídrico de 1.924 mm.
- 11-5 Tundra (ET). La temperatura oscila entre un máximo de enero de 9,4 °C y un mínimo de julio de -8,2 °C. Tiene un promedio de 0 días consecutivos libres de heladas. En el año se registra un promedio de 310 heladas. El periodo de temperaturas favorables a la actividad vegetativa dura 0 meses. Registra anualmente 19 días grado y 1.800 horas de frío acumuladas hasta el 31 de Julio. La precipitación media anual es de 682 mm y un periodo seco de 4 meses, con un déficit hídrico de 331 mm/año. El período húmedo dura 5 meses durante los cuales se produce un excedente hídrico de 140 mm.

No existen grandes poblados en la cuenca del río Bravo. Los tres siguientes diagramas corresponden a la cuenca del río Baker, ubicada al norte de la del Bravo.
|  |  |  |

Los diagramas Walter Lieth muestran con un área azul los periodos en que las precipitaciones sobrepasan la cantidad de agua que el calor del sol evapora en el mismo lapso de tiempo (un promedio de 10 °C mensuales evaporan 20 mm de agua caída) dejando un clima húmedo. Por el contrario, las zonas amarillas indican que durante ese tiempo el agua caída puede ser evaporada por el calor del sol. El área gris señala meses muy húmedos.

## Áreas bajo protección oficial y conservación de la biodiversidad
El Ministerio del Medio Ambiente de Chile registra tres sitios naturales protegidos por la ley:
- Área Marina Costera Protegida Tortel
- Parque Nacional Bernardo O'Higgins
- Reserva forestal Katalalixar (ver Reserva nacional Katalalixar)